# Felix Dahn
Julius Sophus Felix Dahn, född 9 februari 1834 i Hamburg, död 3 januari 1912 i Königsberg, var en tysk jurist, historiker och författare.
Dahn blev 1857 docent i München i tysk rätt, 1862 e.o. och 1865 ordinarie professor i Würzburg, 1872 professor i Königsberg samt 1888 professor i samma ämne i Breslau. Som vetenskaplig skriftställare utgav han en del privaträttsliga, rättsfilosofiska och i synnerhet rättshistoriska skrifter, bland vilka det stort anlagda verket Die Könige der Germanen (nio band, 1861-1902) som handlar om de germanska folkens äldsta kungadöme och dess historia till upplösningen av det Frankerriket. Av hans övriga historiska verk kan nämnas monografin Procopius von Cäsarea (1865), Westgothische Studien (1874), Langobardische Studien (1876), Urgeschichte der germanischen und romanischen Völker (fyra band, 1881–1890; i Wilhelm Onckens samling) och Geschichte der deutschen Urzeit (två band, 1883–1888; i Arnold Hermann Ludwig Heeren och Friedrich August Ukerts samling), omfattande tiden till 814.
Mot hans historiska författarskap har anmärkts, att det saknar koncentration och överskådlighet. Som skönlitterär författare har han utvecklat stor produktivitet: romaner, episka dikter, historiska skådespel, lustspel, operatexter, ballader, lyrik m.m. Hans nationella hänförelse är större än hans poetiska begåvning. Han rörde sig helst med gammalgermanskt stoff, men tyckes trots sina grundliga studier sakna sinne för medeltidens väsen och psykologi. Mest känt och sannolikt även bäst skrivet av hans skönlitterära arbeten är den historiska romanen Ein Kampf um Rom (1876), som inte helt saknar den folkliga epopéns grandiosa läggning. Under kriget 1870-1871 författade han en stor mängd patriotiska sånger. Åren 1890-1895 utgav han i fem band sina vidlyftiga Erinnerungen.

## Böcker på svenska
- En strid om Rom: historisk roman (Ein Kampf um Rom) (okänd översättare, Bonnier, 1882)
- Felicitas: historisk roman från folkvandringarnas tidehvarf (okänd översättare, Bonnier, 1884)
- Nunnekriget i Poitiers: historisk roman från folkvandringarnas tid (översättning A. F., Bille, 1886)
- Trogen till döden: berättelse från Karl den stores tid (översättning E. K. K., Köping: M. Barkéns förlagsbokhandel, 1888)
- Bissula: historisk roman från folkvandringarnes tidehvarf: 378 efter Kr. (översättning M. A. Goldschmidt, Bille, 1889)
- Korsfararne: berättelse från det 13:e århundradet (översättning Gust. Åsbrink, Hierta, 1894)
- Julianus affällingen : historisk roman (okänd översättare, Bonnier, 1894)
- Från Chiemgau: historisk roman från folkvandringarnes tid (år 596 efter Kristus) (okänd översättare, Beijer, 1897)
- Trogen in i döden: berättelse från Karl den stores tid (översättning Alfred Victorin, Björck & Börjesson, 1904)
- Felicitas: historisk roman från den germanska folkvandningen (översättning Emma Örnulf, B. Wahlström, 1913)